# Тростянецька бучина
«Тростянецька бучина» — ботанічна пам'ятка природи місцевого значення в Україні. Пам'ятка природи розташована на території Тернопільського району Тернопільської області, с. Старий Литвинів, Литвинівське лісництво, кв. 80 в. 2, лісове урочище «Тростянецька дача».
Площа — 4,40 га, статус отриманий у 1976 році.